# Val Müstair
Val Müstair ([ˌvalmyˈʃtaɪ̯r]ⓘ) ist eine politische Gemeinde im Schweizer Kanton Graubünden. Sie liegt im gleichnamigen Val Müstair (deutsch Münstertal, italienisch Val Monastero) und gehört zur Region Engiadina Bassa/Val Müstair.
Sie entstand am 1. Januar 2009 aus der Fusion der bis dahin selbständigen Gemeinden Fuldera, Lü, Müstair, Santa Maria Val Müstair, Tschierv und Valchava. Die durch die Fusion entstandene Gemeinde war deckungsgleich mit dem gleichnamigen Kreis.
Umgangssprache ist das bündnerromanische Idiom Jauer.

## Geografie

Luftbild (1954)

Man erreicht die Gemeinde von Zernez im Engadin aus über den Ofenpass. Östlich von Müstair verläuft die Grenze zum Vinschgau (Südtirol), die zugleich die rätoromanisch-deutsche Sprachgrenze bildet. Die dortige Gemeinde Taufers im Münstertal gehört geografisch ebenfalls zum Münstertal. Von Santa Maria aus führt der Umbrailpass ins Veltlin. Durch das Tal fliesst der Rambach (romanisch Rom).
Das Tal wird in drei Abschnitte geteilt:
- Terzal d’Aint (inneres Drittel) mit Tschierv, Fuldera und Lü
- Terzal d’Immez (mittleres Drittel) mit Valchava und Sta. Maria
- Terzal d’Oura (äusseres Drittel) mit Müstair

Diese Einteilung entspricht auch den drei Plateaus im Schweizer Teil des Tals.

### Klima
Für die Normalperiode 1991–2020 beträgt die Jahresmitteltemperatur 6,3 °C, wobei im Januar mit −5,6 °C die kältesten und im Juli mit 15,6 °C die wärmsten Monatsmitteltemperaturen gemessen werden. Im Mittel sind hier rund 136 Frosttage und 40 Eistage zu erwarten. Sommertage gibt es im Jahresmittel rund 12, während statistisch gesehen alle 10 Jahre mit einem Hitzetag zu rechnen ist. Die Messstation von MeteoSchweiz liegt auf einer Höhe von 1386 m ü. M. Seit Messbeginn (1931) ist im November mit 71 Zentimeter noch nie so viel Schnee in Santa Maria gefallen wie 2019. Der alte Rekord stammte mit 65 Zentimeter aus dem Jahr 1959. Der Hitzerekord in Santa Maria wurde am 27. Juni 2019 mit 31,7 °C aufgestellt.
|                        | Jan  | Feb  | Mär  | Apr  | Mai  | Jun  | Jul  | Aug  | Sep  | Okt  | Nov  | Dez  |   |      |
| Mittl. Temperatur (°C) | −2,6 | −1,6 | 1,9  | 5,8  | 10,1 | 13,9 | 15,6 | 15,1 | 10,9 | 6,6  | 1,7  | −1,9 | ⌀ | 6,3  |
| Mittl. Tagesmax. (°C)  | 0,5  | 2,4  | 6,6  | 10,7 | 15,2 | 19,5 | 21,2 | 20,5 | 15,9 | 11,0 | 5,0  | 1,1  | ⌀ | 10,8 |
| Mittl. Tagesmin. (°C)  | −5,6 | −5,4 | −2,1 | 1,3  | 5,4  | 8,8  | 10,6 | 10,4 | 6,9  | 3,3  | −1,1 | −4,6 | ⌀ | 2,4  |
|                        |      |      |      |      |      |      |      |      |      |      |      |      |   |      |
| Niederschlag (mm)      | 27   | 25   | 33   | 47   | 60   | 92   | 99   | 109  | 79   | 89   | 70   | 37   | Σ | 767  |
|                        |      |      |      |      |      |      |      |      |      |      |      |      |   |      |
| Regentage (d)          | 4,8  | 5,1  | 5,5  | 7,0  | 9,2  | 10,8 | 11,6 | 11,0 | 8,1  | 8,5  | 7,9  | 6,1  | Σ | 95,6 |
|                        |      |      |      |      |      |      |      |      |      |      |      |      |   |      |
| Luftfeuchtigkeit (%)   | 66   | 62   | 62   | 63   | 65   | 65   | 65   | 71   | 73   | 75   | 73   | 68   | ⌀ | 67,4 |

| −5,6 |

| −5,4 |

| −2,1 |

| 1,3 |

| 5,4 |

| 8,8 |

| 10,6 |

| 10,4 |

| 6,9 |

| 3,3 |

| −1,1 |

| −4,6 |

| −5,6 |

| −5,4 |

| −2,1 |

| 1,3 |

| 5,4 |

| 8,8 |

| 10,6 |

| 10,4 |

| 6,9 |

| 3,3 |

| −1,1 |

| −4,6 |

## Geschichte
Siehe Abschnitte Geschichte in den einzelnen Artikeln zu den Vorgängergemeinden (talabwärts geordnet):
- Tschierv
- Fuldera
- Lü
- Valchava
- Sta. Maria – Hauptort des Tals
- Müstair

## Wappen
| Wappen von Val Müstair | Blasonierung: «In blau das goldene Brustbild Karl den Grossen im Profil» |
| Wappen von Val Müstair | Die Gemeinde verwendet das Wappen des Kreises Val Müstair weiter. Die Tradition nennt Karl den Grossen als Gründer des Benediktinerinnenklosters St. Johann in Müstair. Die Darstellung orientiert sich an dessen Statue in der Klosterkirche. Die Farben stammen vom Klosterwappen. |

## Sehenswürdigkeiten

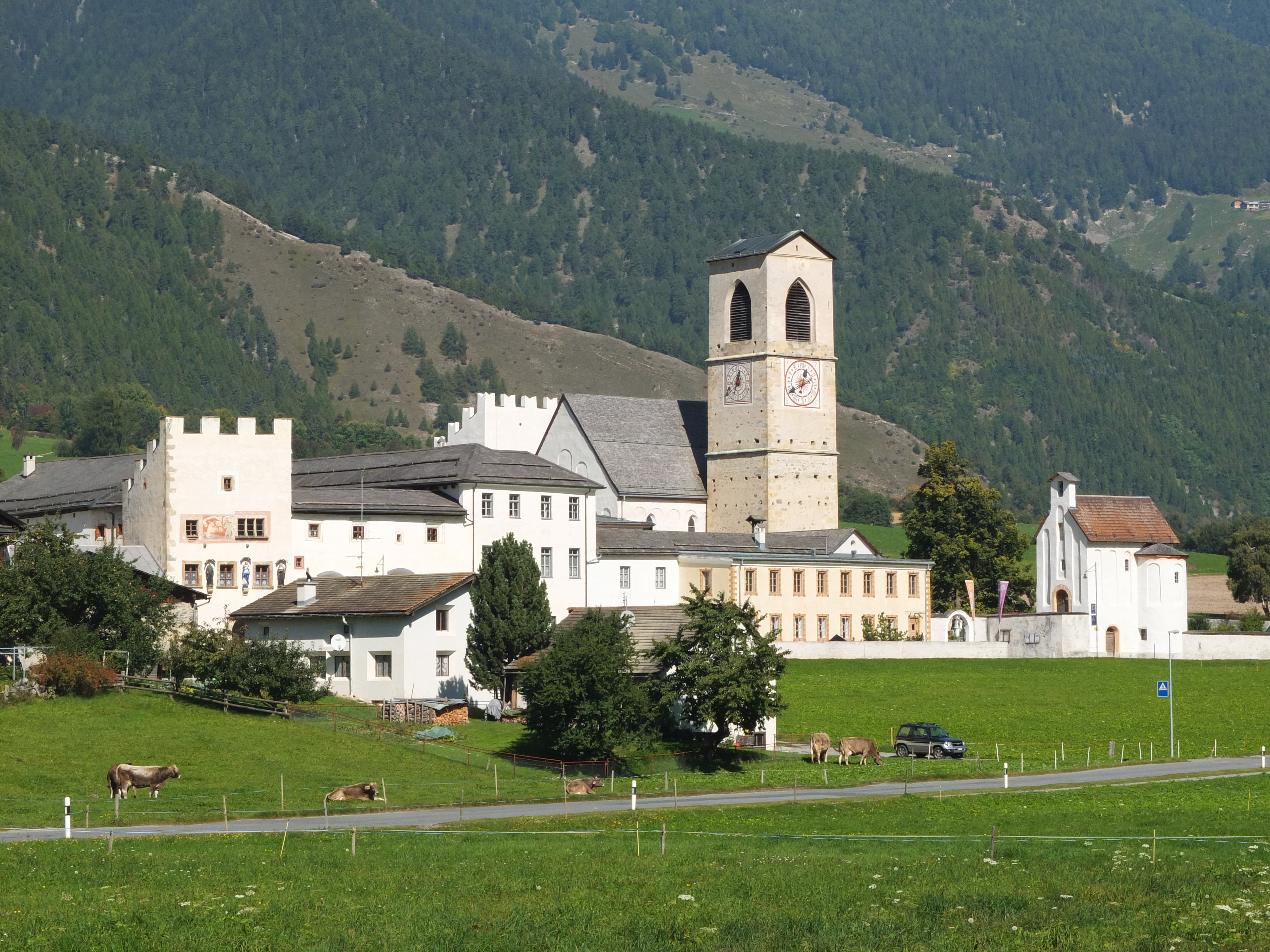
Benediktinerinnenkloster St. Johann

Die bedeutendste Sehenswürdigkeit ist das Benediktinerinnenkloster St. Johann an der Via Maistra in Müstair.

## Infrastruktur
In Sta. Maria steht das Gesundheitszentrum Val Müstair, eines der kleinsten Spitäler der Schweiz.